# No Greater Love (1932)
No Greater Love is een Amerikaanse dramafilm uit 1932 onder regie van Lewis Seiler, met in de hoofdrollen Alexander Carr, Betty Jane Graham en Richard Bennett. Destijds werd de film in Nederland uitgebracht onder de titels Uit liefde voor een kind en Als het hart spreekt.

## Verhaal
Sidney Cohen, een vriendelijke Joodse eigenaar van een delicatessenzaak in New York, adopteert een jong gehandicapt Iers meisje, Mildred Flannigan. Op een dag verneemt hij dat een beroemde Europese chirurg naar de Verenigde Staten komt en dat hij de enige is die Mildred kan helpen. Sidney verkoopt zijn winkel om de operatie te betalen, maar de operatie mislukt.
Om het nog erger te maken, besluiten medewerkers van een liefdadigheidsorganisatie dat Mildred veel beter verzorgd zal worden in een weeshuis dan bij Sidney. Ondanks de smeekbeden van Sidney's vrienden, een priester en een rabbijn, belandt Mildred in het weeshuis, waar ze ongelukkig is.
Kapot van verdriet dwaalt Sidney door de straten tijdens een storm en krijgt longontsteking. Wanneer hij op sterven ligt  besluit de priester om het meisje uit het weeshuis te halen en haar naar Sidney te brengen. Als Sidney het meisje ziet, wordt hij snel beter en begint het meisje te lopen. Ze wonen weer samen en het lukt hem opnieuw om een winkel te starten.

## Rolverdeling
| Acteur            | Personage         | Opmerkingen      |
| ----------------- | ----------------- | ---------------- |
| Dickie Moore      | Tommy Burns       |                  |
| Alexander Carr    | Sidney Cohen      |                  |
| Richard Bennett   | chirurg           |                  |
| Beryl Mercer      | Mevr. Burns       |                  |
| Hobart Bosworth   | dokter            |                  |
| Betty Jane Graham | Mildred Flannigan |                  |
| Alec B. Francis   | priester          | als Alec Francis |
| Mischa Auer       | rabbi             |                  |
| Helen Jerome Eddy | hoofdinspecteur   |                  |
| Martha Mattox     | rechercheur       |                  |
| Tom McGuire       | agent             |                  |